# Cianela

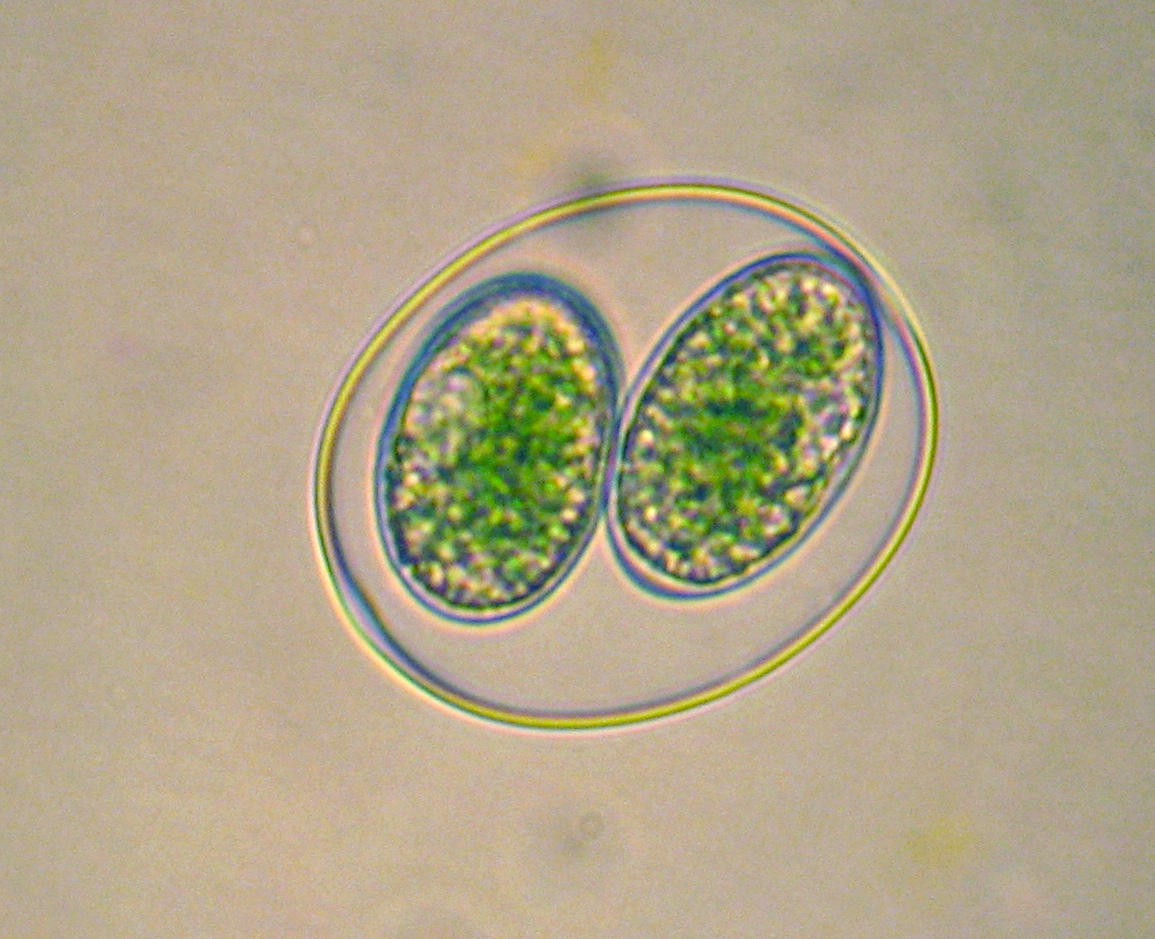
Duas células filhas. A cor das glaucófitas é determinada pelas cianelas.

Cianela, também designada por cianoplasto ou muroplasto, é um tipo de plasto com função fotossintética encontrado nas algas do grupo das Glaucophyta. O nome reflete uma forma diminutiva de «cianobactéria» ou «cianofícea», pois quando este organelo foi descoberta, os ficologistas tiveram dificuldade em determinar se era um cloroplasto ou uma cianobactéria endossimbiótica. A descoberta destes organelos permitiu postular que a origem de todas as plantas deve ter envolvido a fusão biológica entre um protozoário hospedeiro e uma cianobactéria endossimbionte.

## Características
Como as cianobactérias ou outras bactérias Gram negativas, as cianelas são cercadas por uma membrana dupla, no meio das quais há uma fina parede de peptidoglicano. O genoma é do tamanho do genoma dos cloroplastos, com genes para tRNA, rRNA e aproximadamente 150 proteínas. Apresenta membrana tilacóide, carboxissomas e pigmentos clorofila a, beta-caroteno, zeaxantina, beta-criptoxantina e ficocianinas.
Do ponto de vista evolutivo, presume-se que as cianobactérias endossimbiontes percam a capacidade de sintetizar a camada externa de lipopolissacarídeos, típica de espécimes de vida livre. Também se considera que os plastídeos do protista Paulinella chromatophora (uma Euglyphida) podem ser considerados como cianelas.